# Paavo Rantanen
Pour les articles homonymes, voir Rantanen.
Paavo Ilmari Rantanen (né le 20 février 1934 à Jyväskylä) est un diplomate finlandais, qui a brièvement occupé le poste de ministre des Affaires étrangères.

## Biographie
Paavo Rantanen est sous-secrétaire d'État au commerce extérieur, avant de devenir ambassadeur de Finlande à Washington. Il travaille au Ministère des Affaires étrangères de Finlande durant trente ans, de 1958 à 1988. Il est également membre du conseil d'administration de Nokia de 1988 à 1995, jusqu'à ce qu'il soit nommé ministre des Affaires étrangères sans étiquette (en finnois : ammattiministeri) dans le gouvernement Aho, à la suite de la démission de Heikki Haavisto. Paavo Rantanen reste à ce poste pendant soixante-dix jours, jusqu'aux élections législatives de 1995.

## Source
- (en) Cet article est partiellement ou en totalité issu de l’article de Wikipédia en anglais intitulé « Paavo Rantanen » (voir la liste des auteurs).